# معركة كوتا بهارو
بدأت معركة كوتا بهارو بعد منتصف ليل 8 ديسمبر 1941 (بالتوقيت المحلي) قبل الهجوم على بيرل هاربور. اعتبرت أول معركة كبرى في حرب المحيط الهادئ، وقعت بين القوات البرية للجيش الهندي البريطاني وإمبراطورية اليابان.
كانت كوتا بهارو، عاصمة ولاية كيلانتان الواقعة على الساحل الشمالي الشرقي لماليزيا، بمثابة قاعدة عمليات سلاح الجو الملكي (RAF) والقوات الجوية الملكية الأسترالية (RAAF) في شمال المالايو في 1941. حيث كان هناك مهبط طائرات في كوتا بهارو ومهبطان آخران في غونغ كيداك وماتشانغ. تكبد اليابانيون خسائر فادحة خلال المعركة نتيجة الهجمات الجوية الأسترالية المتفرقة، والدفاعات الساحلية الهندية ونيران المدفعية.

## للمزيد من القراءة
- Worldwar-2.net: Timeline of the Invasion of Malaya
- Far Eastern Heroes website